# Pamika
 (mai 2021).
Mini Patricia Kambou, dite Pamika, née le 29 juin 1983, est une artiste chanteuse burkinabé.

## Biographie
Née le 28 Juin 1983, Mini Patricia Kambou est une artiste chanteuse burkinabè.
Dès 2004, elle avait remporté le 1er prix du concours Cocktail nouvelle star. Surnommée Pamika la Star, après sa réussite à Case Sanga, elle collabore avec des arrangeurs comme  Sam Zongo Etienne, Zakaria Mamboué, Salif Mamboué Ferdinand Tapsoba, et Abdoulaye Cissé pour la direction artistique.
En 2014, elle revient avec  un maxi intitulé Métamorphose. Le deuxième maxi porte le nom de Tilai pour marquer son retour après une longue période d’absence due à des soucis de santé.

## Discographie

### Album
- 2010 : Merci[6]

### Maxi
- 2014 : Métamorphose[7]
- 2017 : Tilaï[8]

### Singles
- 2019: La bague au doigt[9]
- 2020 : Mon péché mignon [10]
- 2022: Padada [11]
- 2023: Tond Na Toongue[12]

## Distinctions
- 2004: Premier prix du concours de chant "cocktail nouvelle star"[1]
- 2008: vainqueur du concours de chant Case Sanga II au Mali[13]
- 2017 : Kundé[14] du meilleur featuring aux Awards de la musique au Burkina Faso.
- 2018 : Artiste de l’année au Fama Awards[15]